# Phyllophora aequifolia
Phyllophora aequifolia är en insektsart som först beskrevs av Heinrich Hugo Karny 1924.  Phyllophora aequifolia ingår i släktet Phyllophora och familjen vårtbitare. Inga underarter finns listade i Catalogue of Life.